# Ламінарна аналогія
Ламінарна аналогія — основана на тому, що для ламінарного руху
в'язкої рідини між двома близько розташованими пластинками існує
потенціал середніх швидкостей. Відповідно, якщо між пластинами
помістити будь-яке тіло, то спектр обтікання його буде відповідати
обтіканню цього тіла ідеальною рідиною.
Ламінарна аналогія у порівнянні з розглянутими має ту перевагу, що
вона дає візуалізацію ліній течії, в тому числі й для нестаціонарних
процесів. Її недолік — менша точність вимірювань і деяке відхилення за
рахунок адгезії (прилипання) рідини до обтічних тіл.